# Air North

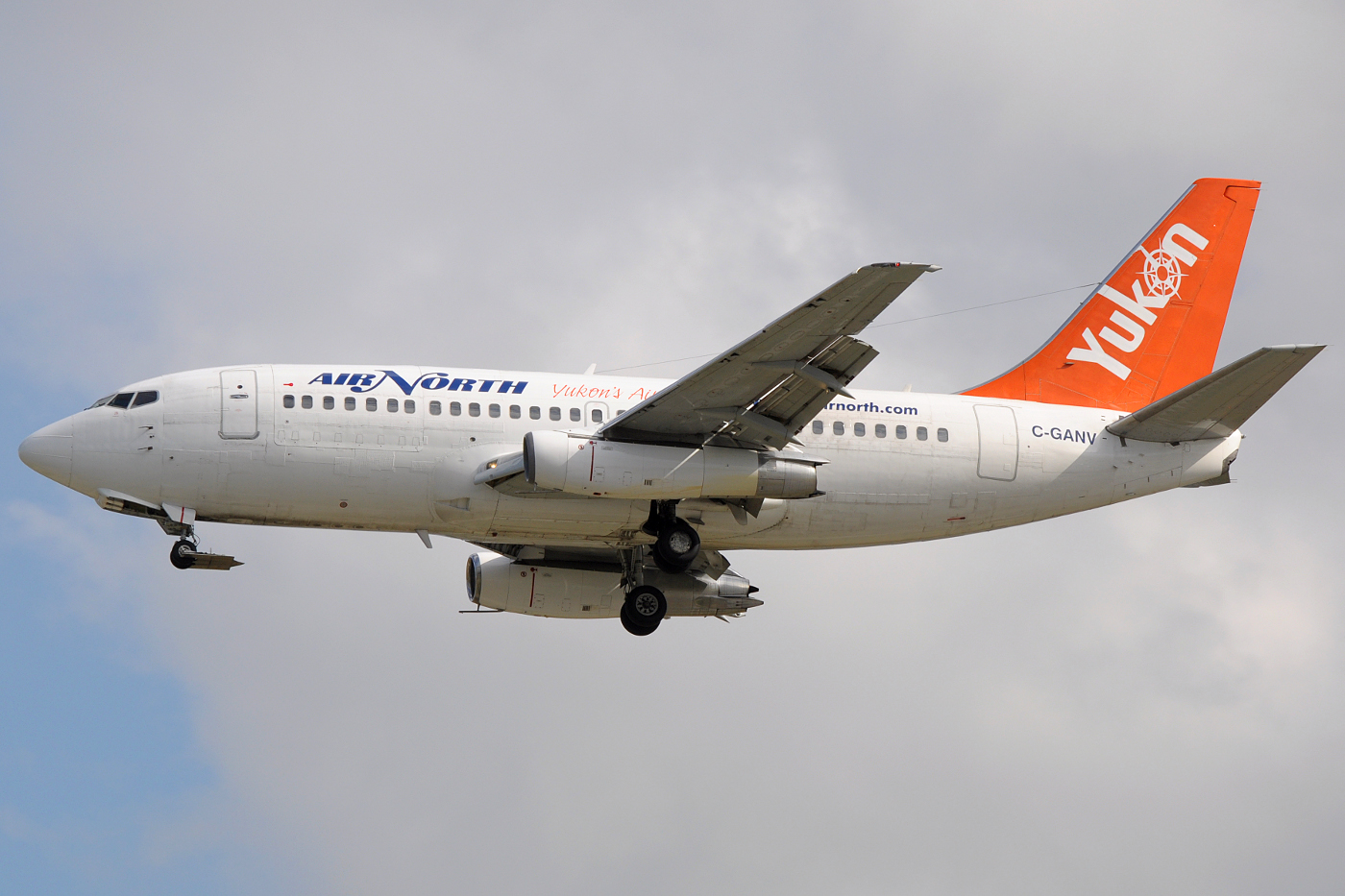
Boeing 737-200 av Air North.

Air North Charter and Training Ltd. eller bara Air North är ett kanadensisk flygbolag baserat i Whitehorse, Kanada. De bedriver främst inrikesflyg och chartrade flyg med reguljärflyg till Alaska, Northwest Territory, British Columbia, Alberta och Ontario. Air North har sin administrativa bas på Erik Nielsen Whitehorse International Airport.

## Destinationer
- Alberta
  - Calgary (Calgary International Airport)
  - Edmonton (Edmonton International Airport)
- British Columbia
  - Kelowna (Kelowna International Airport)
  - Vancouver (Vancouver International Airport)
- Northwest Territories
  - Inuvik (Inuvik (flygplats))
  - Yellowknife (Yellowknife Airport)
- Ontario
  - Ottawa (Ottawa Macdonald-Cartier International Airport)
- Yukon
  - Dawson City (Dawson City Airport)
  - Old Crow (Old Crow Airport)
  - Whitehorse (Erik Nielsen Whitehorse International Airport)

## Flotta
- Boeing 737-500 (antal: 4)
- Boeing 737-400 (antal: 1)
- Boeing 737-200 Combi (antal: 1)
- ATR 42-300 (antal: 2)